# Centro Usumacinta
Centro Usumacinta es una localidad del municipio de Balancán ubicado en la subregión de los Ríos del estado mexicano de Tabasco.

## Geografía
La localidad se ubica a 3.5 kilómetros (en dirección norte) de la localidad de Balancán de Domínguez, la cabecera y lugar más poblado del municipio. Se sitúa en las coordenadas geográficas 17°46′28″N 91°31′54″O / 17.774444, -91.531667, a una elevación de 45 metros sobre el nivel del mar.

## Demografía
Según el Conteo de Población y Vivienda 2020, efectuado por el Instituto Nacional de Estadística y Geografía, la localidad de Centro Usumacinta tiene 66 habitantes, de los cuales 33 son del sexo masculino y 33 del sexo femenino. Su tasa de fecundidad es de 2.1 hijos por mujer y tiene 19 viviendas particulares habitadas.
| Gráfica de evolución demográfica de Centro Usumacinta entre 1930 y 2020 |
|                                                                         |
| INEGI.                                                                  |